# St. Gangolf (Fladungen)

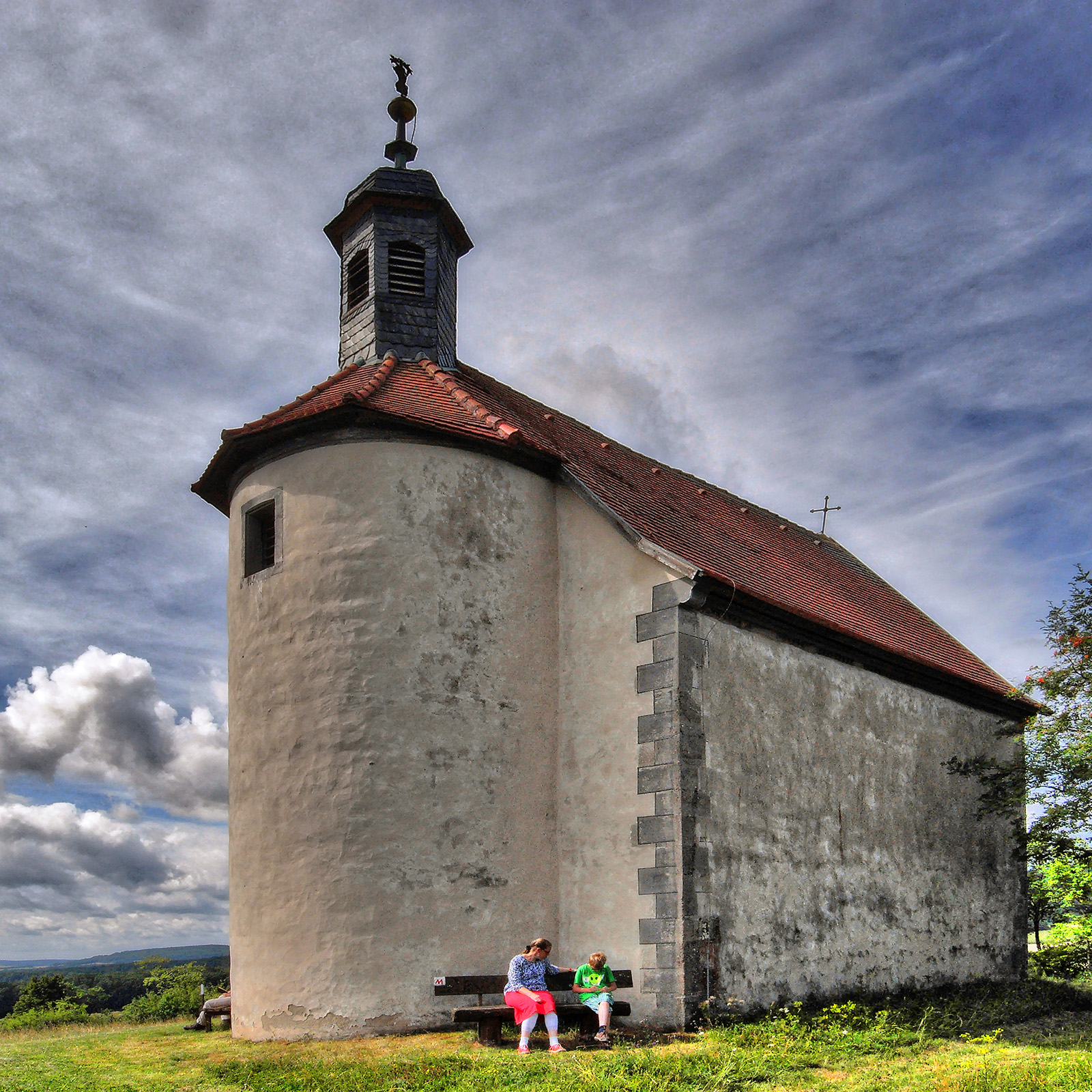
St. Gangolf (Fladungen)

Die römisch-katholische Kapelle St. Gangolf befindet sich im Gebiet der unterfränkischen Stadt Fladungen im Landkreis Rhön-Grabfeld in Bayern. Das denkmalgeschützte Bauwerk entstand Ende des 16. Jahrhunderts. Die Kapelle gehört zur Pfarrei St. Kilian in der Pfarreiengemeinschaft Nordheim-Fladungen im Dekanat Bad Neustadt des Bistums Würzburg.

## Beschreibung
Die Kapelle wurde 1597 anstelle einer in der Zeit der Reformation abgebrochenen Kapelle neu errichtet. Die Saalkirche besteht aus einem mit einem Satteldach bedecktem Langhaus, an das sich nach Osten eine halbrunde, mit einem polygonalen Zeltdach bedeckte zweigeschossige Apsis anschließt, auf dessen Spitze ein sechseckiger, schiefergedeckter, mit einer Glockenhaube bedeckter Dachreiter sitzt. Hinter seinen Klangarkaden hängt die Kirchenglocke, die aus dem oberen Geschoss der Apsis bedient wird. Das Portal und zwei Ochsenaugen befinden sich an der Südseite des Langhauses.